# Nullagine River
Der Nullagine River ist ein Fluss in der Region Pilbara im Nordwesten des australischen Bundesstaates Western Australia.

## Geografie
Der Fluss entspringt südlich der Siedlung Bonney Downs an den Nordhängen der Chichester Range. Von dort fließt er nach Norden entlang der Marble Bar Road, die er bei der Kleinstadt Nullagine unterquert. Weiter führt ihn sein Weg in nördlicher Richtung unter der Rippon Hills Road durch zur Siedlung Warrawagine zum Zusammenfluss mit dem Oakover River südöstlich der Siedlung Callawa. Mit dem Oakover River bildet er den De Grey River.
In der Regenzeit tritt der Nullagine River regelmäßig über seine Ufer und kann die Straßen der Gegend unpassierbar machen.

### Nebenflüsse mit Mündungshöhen
Nebenflüsse des Nullagine River sind:
- Wild Dog Creek – 461 m
- Daylight Creek – 435 m
- Bonnie Creek – 407 m
- Beaton Creek – 378 m
- Cajuput Creek – 376 m
- Five Mile Creek – 370 m
- Taylor Creek – 349 m
- McPhee Creek – 334 m
- Twenty Mile Creek (Sandy Creek) – 327 m
- Bridget Creek – 319 m
- Reedy Creek – 319 m
- Cookes Creek – 306 m
- Elsie Creek – 287 m
- Police Creek – 263 m
- Stony Creek – 246 m
- Bookabunna Creek – 196 m
- Walgunya Creek – 179 m
- Coonanbunna Creek – 174 m
- Five Mile Creek – 158 m

### Durchflossene Seen
Der Nullagine River durchfließt etliche ganzjährig gefüllte Pools:
- Garden Pool – 388 m
- Blue Bar Pool – 289 m
- Pelican Pool – 241 m
- Rock Pool – 221 m
- Tumbinna Pool – 210 m
- Rocky Pool – 183 m
- Cordooin Pool – 141 m[1]

## Namensherkunft
Der Name des Flusses und der Kleinstadt an seinen Ufern ist von einem Wort aus der Sprache der örtlichen Aborigines abgeleitet, das in den 1880er-Jahren als Ngullagine registriert wurde. Die Bedeutung dieses Wortes ist nicht bekannt.